# 二俁本町站

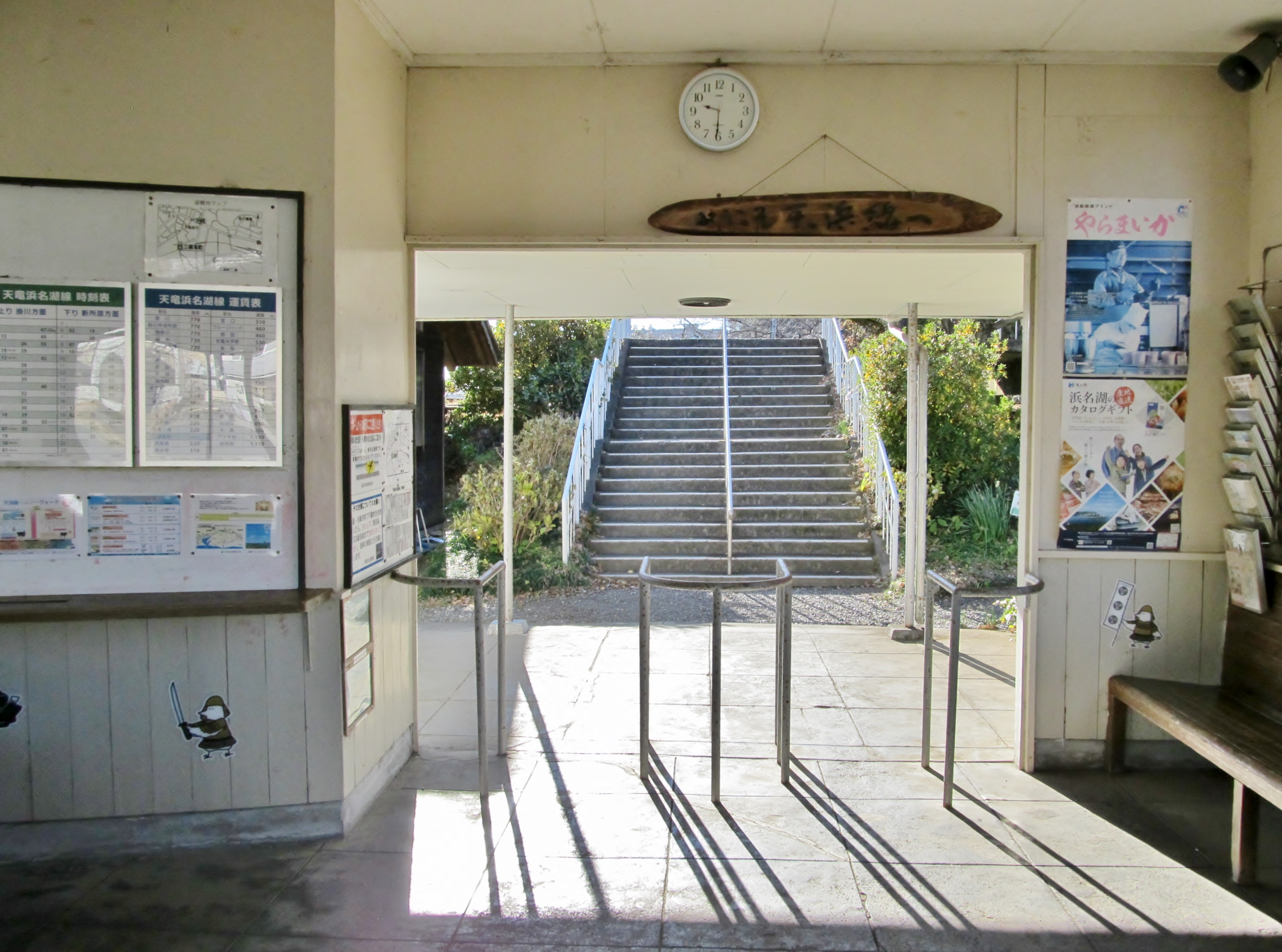
驗票口（2025年1月）

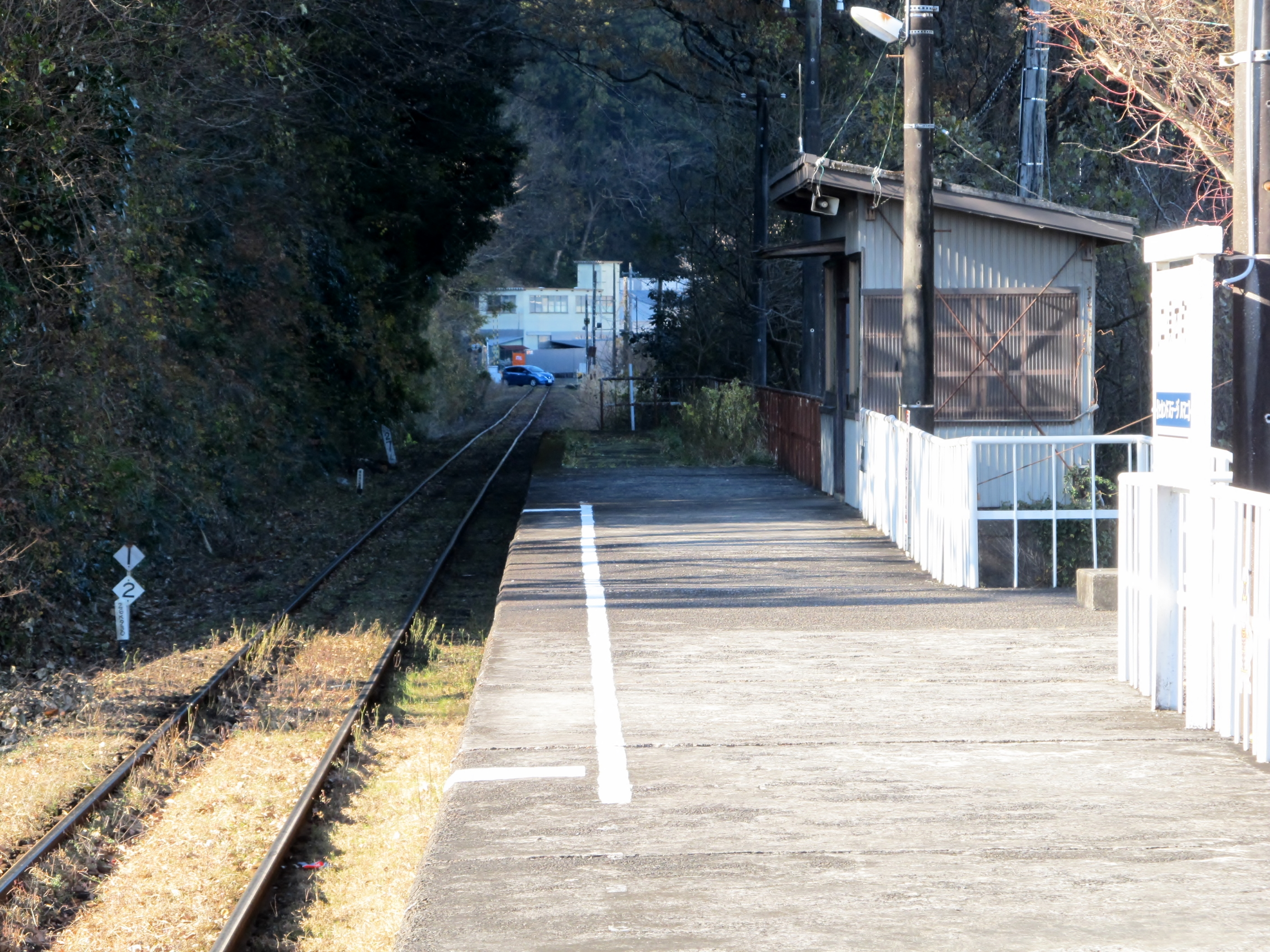
月台（2025年1月）

二俁本町站（日语：／ Futamatahonmachi eki */?）是位於靜岡縣濱松市天龍區，屬於天龍濱名湖鐵道的天龍濱名湖線車站。

## 歷史
- 1956年（昭和31年）12月15日 - 國鐵二俁線車站啟用。
- 1958年（昭和33年）11月1日 - 遠州鐵道柴油列車會經西鹿島站駛入遠江二俁站。
- 1966年（昭和41年）10月1日 - 遠州鐵道柴油列車不再駛入此線。
- 1987年（昭和62年）3月15日 - 二俁線由天龍濱名湖鐵道接管，成為天龍濱名湖鐵道車站。

## 車站構造
此站是建於路堤上的高架車站，並設有1面1線的島式月台。此站是無人車站，月台樓梯下設有站房，車站東邊則為餐廳（手打蕎麥麵店）。該麵店因經營者健康理由已於2018年10月結業。後來該處改裝成住宿設施，每日只招待一組兩人的住宿設施，並於2019年5月開業。

## 使用狀況
以下為近年1日平均乘車人次
| 乘車人次變化 | 乘車人次變化      |
| 年度         | 一日平均 乘車人次 |
| ------------ | ----------------- |
| 2008         | 51                |
| 2009         | 46                |
| 2010         | 73                |
| 2011         | 57                |
| 2012         | 59                |
| 2013         | 57                |
| 2014         | 65                |
| 2015         | 49                |
| 2016         | 54                |
| 2017         | 41                |
| 2018         | 44                |

## 車站周邊
車站位於二俁地區東南方。與天龍二俁站相比，此站比較接近二俁地區中心。車站附近較多住宅和商店。
- 天龍郵局（日语：天竜郵便局）
- 靜岡縣立天龍高等學校（日语：静岡県立天竜高等学校）二俁校舍（舊・天龍林業高等學校（日语：静岡県立天竜林業高等学校））
- 濱松市天龍區公所（舊・天龍市政廳）
- 二俁城（日语：二俣城）蹟
- 清瀧寺 （页面存档备份，存于）(德川家康的長子「松平信康（德川信康）」的靈廟)
- 本田宗一郎製造業傳承館 （页面存档备份，存于）
- 國道152號（日语：国道152号）
- 國道362號（日语：国道362号）
- 鳥羽山公園

## 巴士路線
- 「城下通」巴士站（從車站步行5、6分鐘）
  - 遠鐵巴士（日语：遠鉄バス） - 秋葉線（日语：遠州鉄道天竜営業所#秋葉線）、笠井線（日语：遠州鉄道天竜営業所#笠井線）、鹿島線（日语：遠州鉄道天竜営業所#鹿島線）
  - 濱松市自主運行巴士北遠本線（日语：浜松市自主運行バス北遠本線）

## 相鄰車站
天龍濱名湖鐵道
天龍濱名湖線
天龍二俁－二俁本町－西鹿島

## 注腳
1. ↑  静岡新聞NEWS 天浜線の無人駅 宿に 1日1組限定、非日常の旅 5月開設(Webアーカイブ)（日語）
2. ↑  駅舎ホテル INN MY LIFE （页面存档备份，存于）（日語）
3. ↑  濱松市統計書

## 外部連結
- 二俁本町站 （页面存档备份，存于）（日語） - 天龍濱名湖鐵道株式會社